# Divinum illud munus
 Divinum illud munus  è un'enciclica di papa Leone XIII, datata 9 maggio 1897, circa la presenza e le virtù dello Spirito Santo. Il Pontefice vi afferma che se « Cristo è il Capo della Chiesa, lo Spirito Santo ne è l'anima ».